# You Are What You Is
You Are What You Is es un álbum del músico y compositor estadounidense Frank Zappa. Se editó como un doble LP en 1981 y posteriormente en formato CD por Rykodisc.

## Lista de canciones

### Cara 1
1. "Teen-Age Wind" – 3:02
2. "Harder Than Your Husband" – 2:28
3. "Doreen" – 4:44
4. "Goblin Girl" – 4:07
5. "Theme from the 3rd Movement of Sinister Footwear" – 3:34

### Cara 2
1. "Society Pages" – 2:27
2. "I'm a Beautiful Guy" – 1:56
3. "Beauty Knows No Pain" – 3:02
4. "Charlie's Enormous Mouth" – 3:36
5. "Any Downers?" – 2:08
6. "Conehead" – 4:24

### Cara 3
1. "You Are What You Is" – 4:23
2. "Mudd Club" – 3:11
3. "The Meek Shall Inherit Nothing" – 3:10
4. "Dumb All Over" – 5:45

### Cara 4
1. "Heavenly Bank Account" – 3:44
2. "Suicide Chump" – 2:49
3. "Jumbo Go Away" – 3:43
4. "If Only She Woulda" – 3:48
5. "Drafted Again" – 3:07

### Edición en CD
1. "Teen-Age Wind" – 3:02
2. "Harder Than Your Husband" – 2:28
3. "Doreen" – 4:44
4. "Goblin Girl" – 4:07
5. "Theme from the 3rd Movement of Sinister Footwear" – 3:34
6. "Society Pages" – 2:27
7. "I'm a Beautiful Guy" – 1:56
8. "Beauty Knows No Pain" – 3:02
9. "Charlie's Enormous Mouth" – 3:36
10. "Any Downers?" – 2:08
11. "Conehead" – 4:18
12. "You Are What You Is" – 4:23
13. "Mudd Club" – 3:11
14. "The Meek Shall Inherit Nothing" – 3:10
15. "Dumb All Over" – 4:03
16. "Heavenly Bank Account" – 3:44
17. "Suicide Chump" – 2:49
18. "Jumbo Go Away" – 3:43
19. "If Only She Woulda" – 3:48
20. "Drafted Again" – 3:07

## Personal
- Tommy Mars – Teclados, voz
- David Ocker – Clarinete
- Mark Pinske – Voz, ingeniero
- Motorhead Sherwood – Saxofón tenor, voz
- Allen Sides – Ingeniero
- Craig "Twister" Stewart – Armónica
- Denny Walley – Voz, guitarra slide
- Ray White – Guitarra rítmica, voz
- Ahmet Zappa – Voz
- Moon Unit Zappa – Voz
- Jo Hansch – Masterización
- Dennis Sager – Ingeniería
- John Livzey – Fotografía portada
- Thomas Nordegg – Ingeniero
- John Vince – Diseño gráfico
- Ed Mann – Percusión
- Jimmy Carl Black – Voz
- Ike Willis – Guitarra rítmica, voz
- Bob Stone – Remezclas, remasterización digital
- Arthur Barrow – Bajo
- George Douglas – Asistente de ingeniería
- Frank Zappa – Arreglos, composición, voz, producción, guitarra
- Bob Harris – Trompeta
- David Logeman – Batería
- Steve Vai – Guitarras (llamado "Strat Abuse" en la cubierta del álbum)

## Posición en listas
Álbum - Billboard (Estados Unidos)
| Años | Lista          | Posición |
| ---- | -------------- | -------- |
| 1981 | Álbumes de pop | 93       |